# Maclura brasiliensis
Maclura brasiliensis är en mullbärsväxtart som först beskrevs av Carl Friedrich Phil.Sigm. Martius, och fick sitt nu gällande namn av Endlicher. Maclura brasiliensis ingår i släktet Maclura och familjen mullbärsväxter. Inga underarter finns listade i Catalogue of Life.